# Itō Chūta

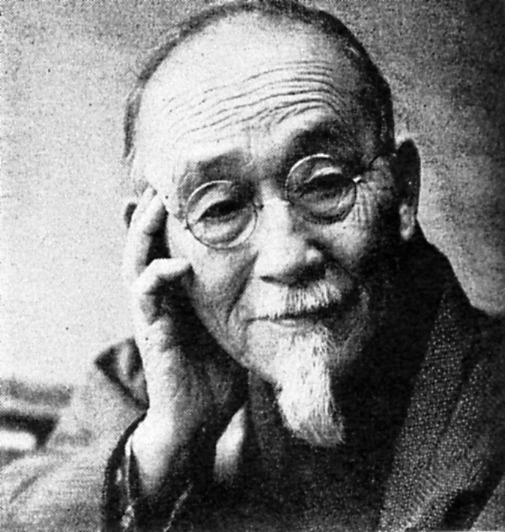
Itō Chūta

Itō Chūta (japanisch 伊東 忠太; * 18. Januar 1867 in Yonezawa; † 24. Oktober 1954) war ein moderner Architekt Japans der zweiten Generation. Er strebte an, die moderne mit traditioneller japanischer Architektur zu verbinden.

## Leben und Wirken
Itō machte 1892 seinen ersten Abschluss an der Universität Tokio und setzte sein Post-Graduierten-Studium fort, wobei er sich mit der Geschichte japanischer Architektur befasste. Er wies auf die Schönheit traditioneller Architektur hin und auf die Notwendigkeit, diese zu bewahren. So war er 1895 maßgeblich an den Entwürfen für den Heian-Schrein in Kyoto beteiligt. Er übernahm auch kleinere Arbeiten wie das Monument zum Gedenken an die Mongoleninvasion im 13. Jahrhundert.

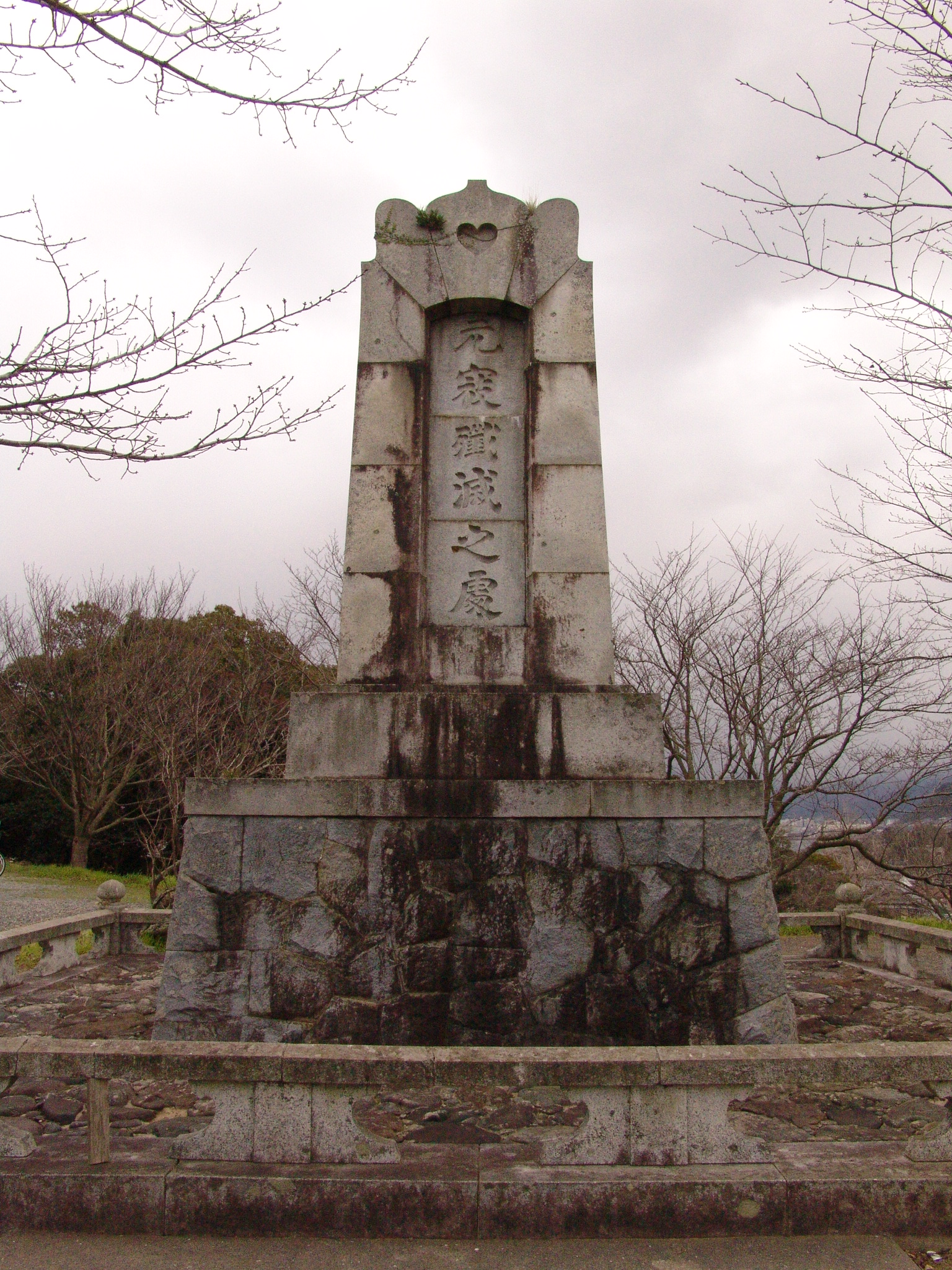
Gedenkstein bei Imazu im Westen der Bucht von Hakata: „Ort der Vernichtung der Yuan Invasoren“

1897 wurde Itō Professor an der Universität Tokio und wurde zum ersten modernen Architekten, der sich an Projekten für Shintō-Architektur, zum Beispiel an der Wiederherstellung des Ise-Schreins, beteiligte.
Itō beschäftigte sich mit der Geschichte der fernöstlichen Architektur, machte u. a. die Yungang-Grotten einer breiteren Öffentlichkeit bekannt. Seine Arbeiten zeigen eine große Stilbreite, die von traditioneller japanischer Tempelarchitektur über indisch- bis westlich-anmutenden Werke reicht. Sie sind gut dokumentiert in den sechs Bänden Itō Chūta kenchiku bunken.
1943 wurde Itō mit dem japanischen Kulturorden ausgezeichnet.

## Werke (Auswahl)
- 1927 Vortragshalle der Handelsoberschule Tokio (東京商科大学, Tōkyō Shōka Daigaku), jetzt Kanematsu-Hörsaal (兼松講堂, Kanematsu kōdō) der Hitotsubashi-Universität
- 1927 Ōkura Shūkokan (大倉集古館), Kunstsammlung des Unternehmers Ōkura Kihachirō (1837–1928)
- 1931 Tōkyōto fukkō kinenkan (東京都復興記念館), Museum zur Erinnerung an das Kantō-Erdbeben 1923 in Tokyo
- 1932 Yūshū-kan (遊就館), Wiederaufbau des durch das Kantō-Erdbeben zerstörten Museumbaus innerhalb des Yasukuni-Schreins
- 1934 Tsukiji Hongan-ji (築地本願寺), buddhistischer Tempel in Tokyo

## Galerie

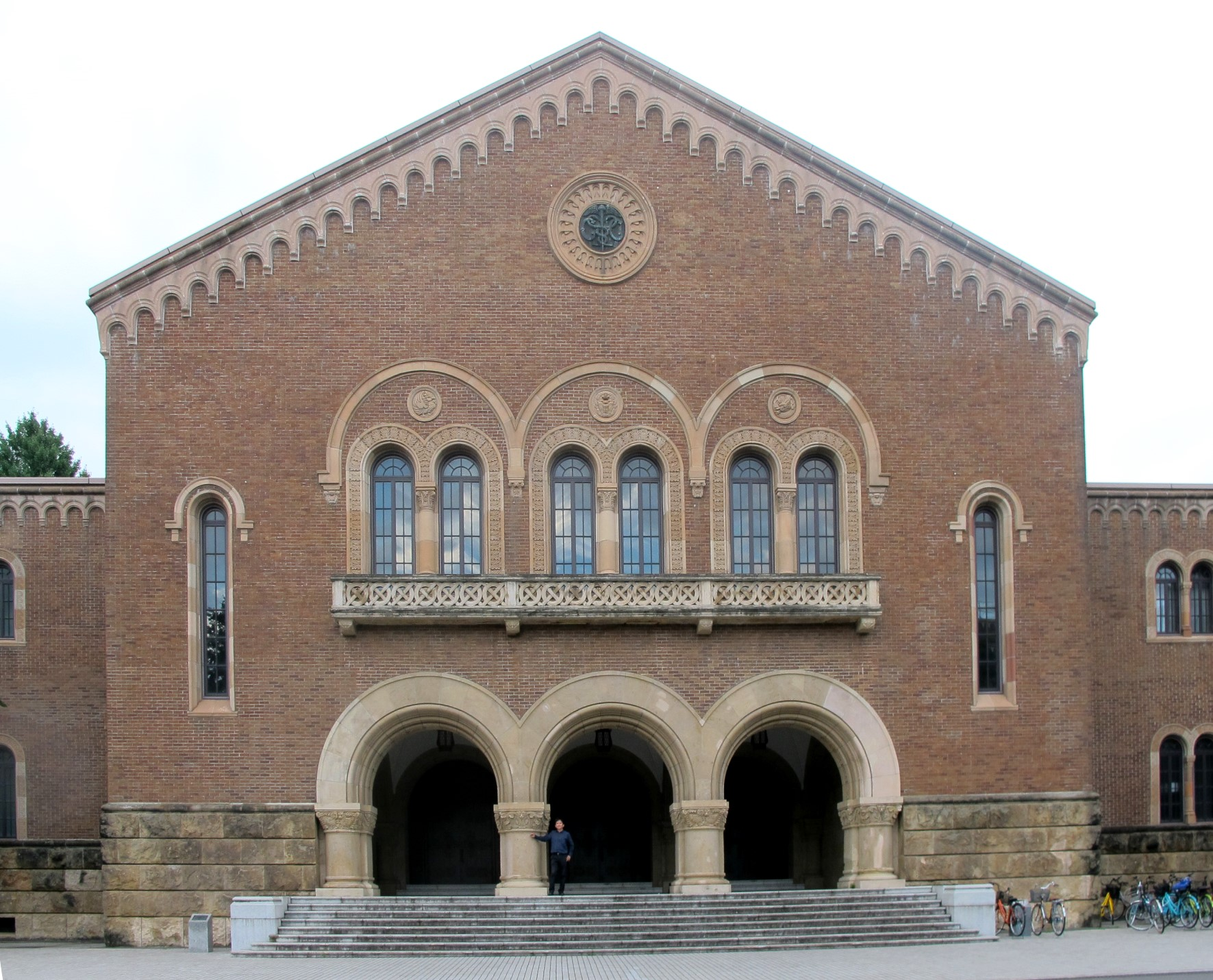
Kanematsu-Halle
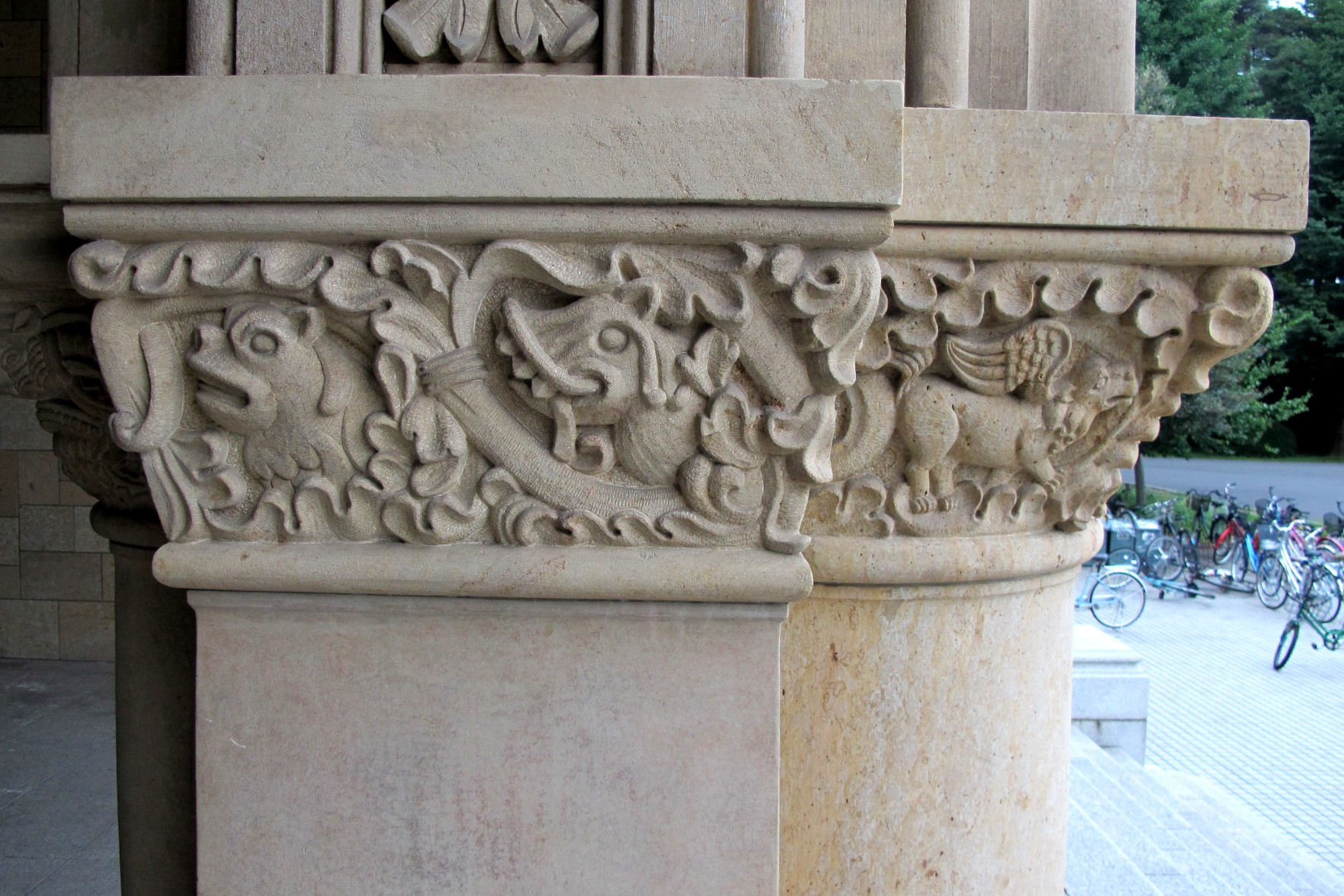
Kanematsu-Halle, ein Kapitell
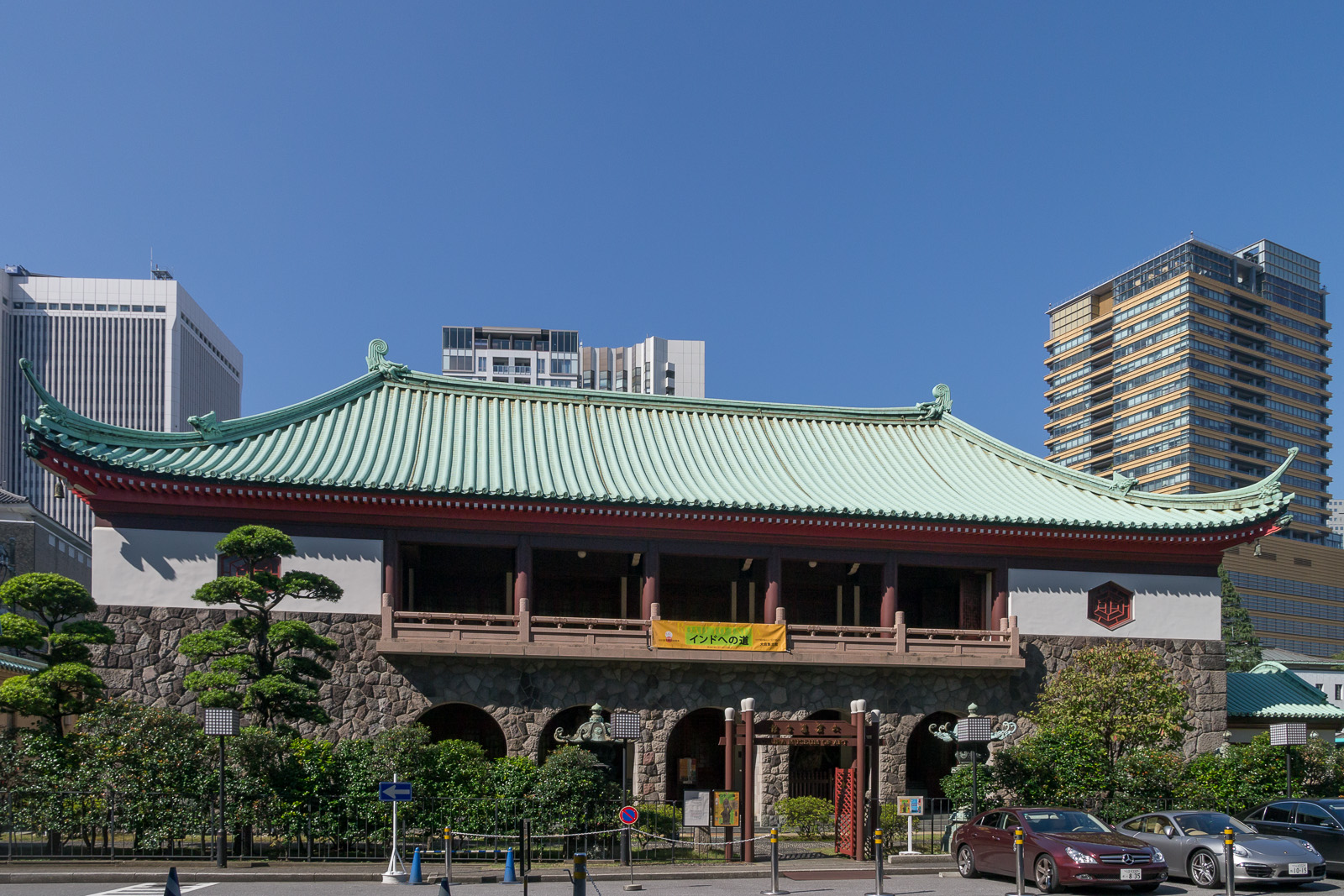
Ōkura Shūkokan
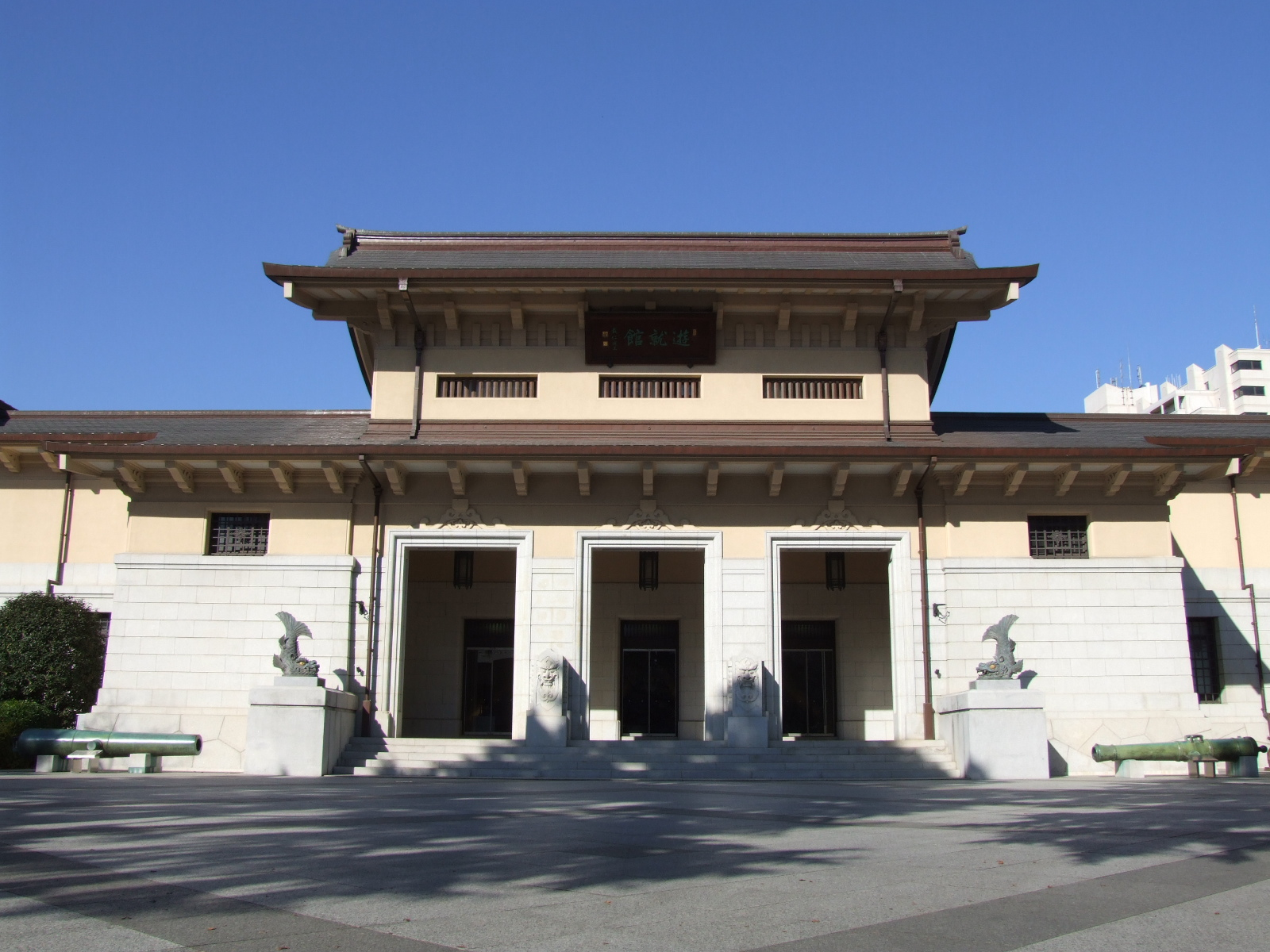
Yūshū-kan
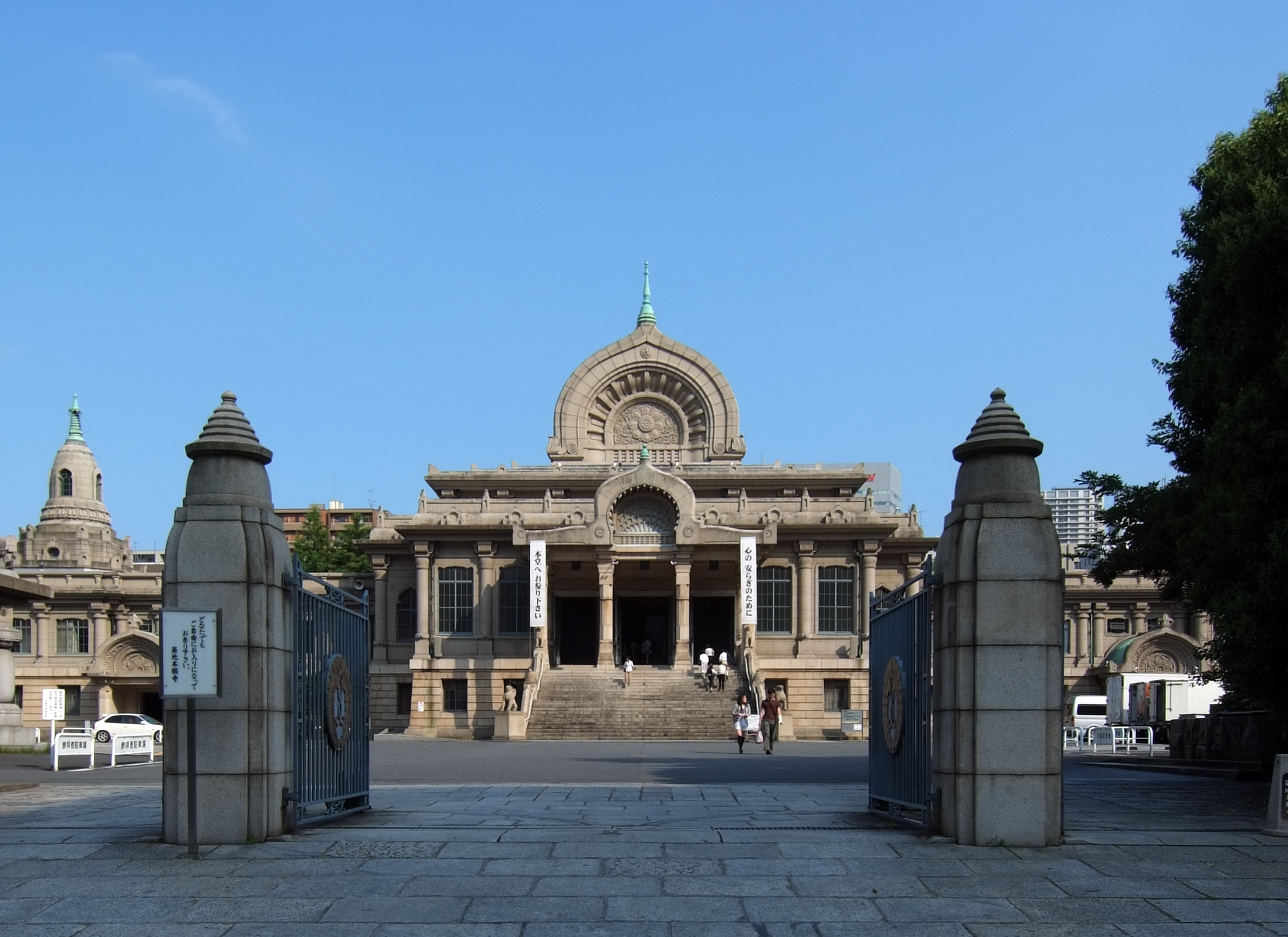
Tsukiji Hongan-ji
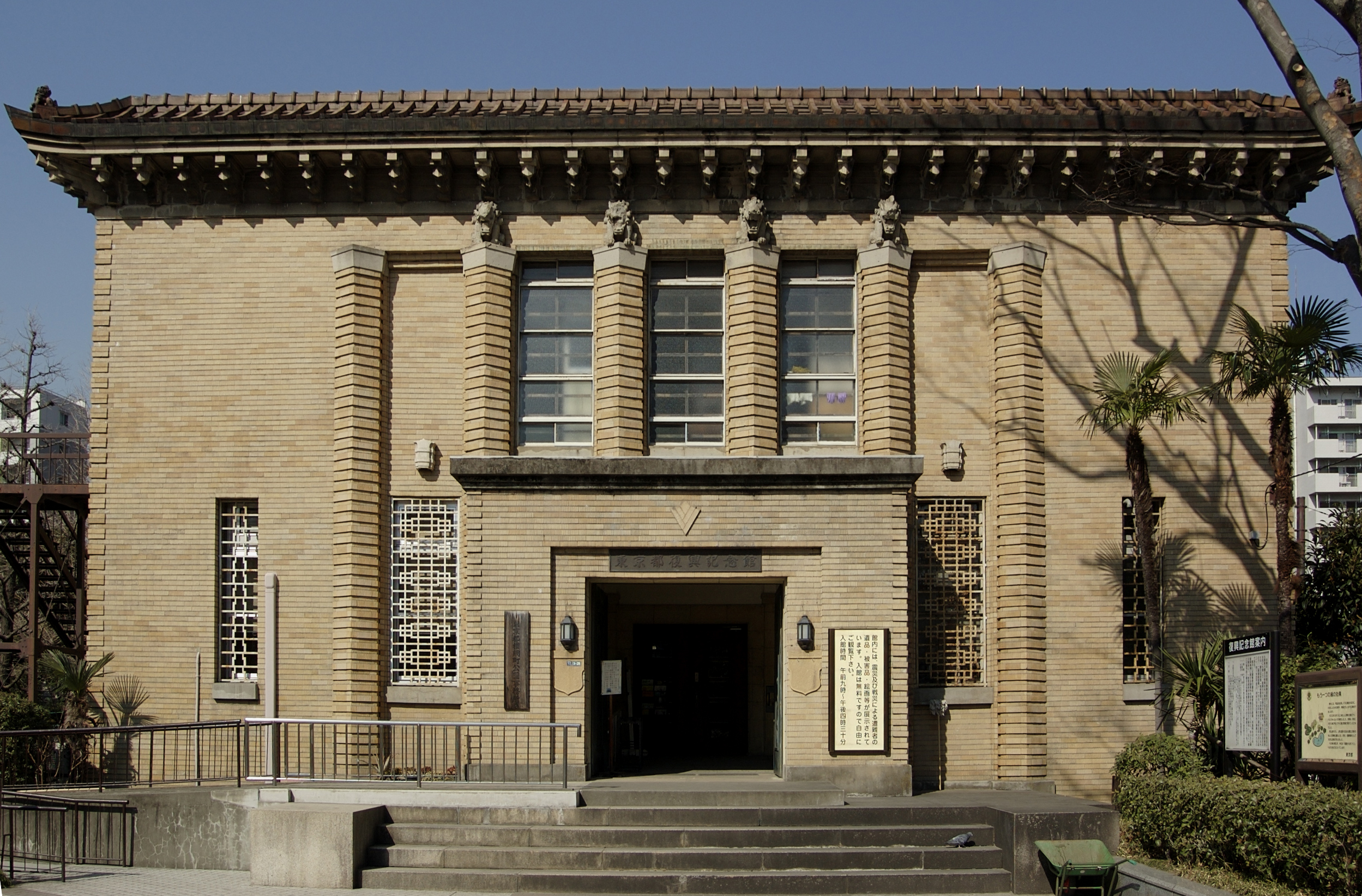
Fukkō kinenkan